# 1986년 대한민국의 영화
다음은 1986년에 대한민국의 영화에 관한 서술한다.

## 흥행 주요 기록
흥행 당시에 방화 1위는 〈어우동〉이 관객수 47만 9,000명을 넘었다. 2위 〈이장호의 외인구단〉(28만7천명)도 흥행이 차지하였다. 따라서 관객동원율은 외화가 늘고, 방화가 줄었다.

## 이벤트 및 수상
- 제22회 한국 연극 영화 TV 예술상
- 제25회 대종상 영화제
- 제6회 한국영화평론가협회상
- 제10회 황금촬영상

## 같이 보기
- 1986년 영화
- 대한민국의 영화